# Robert Frost

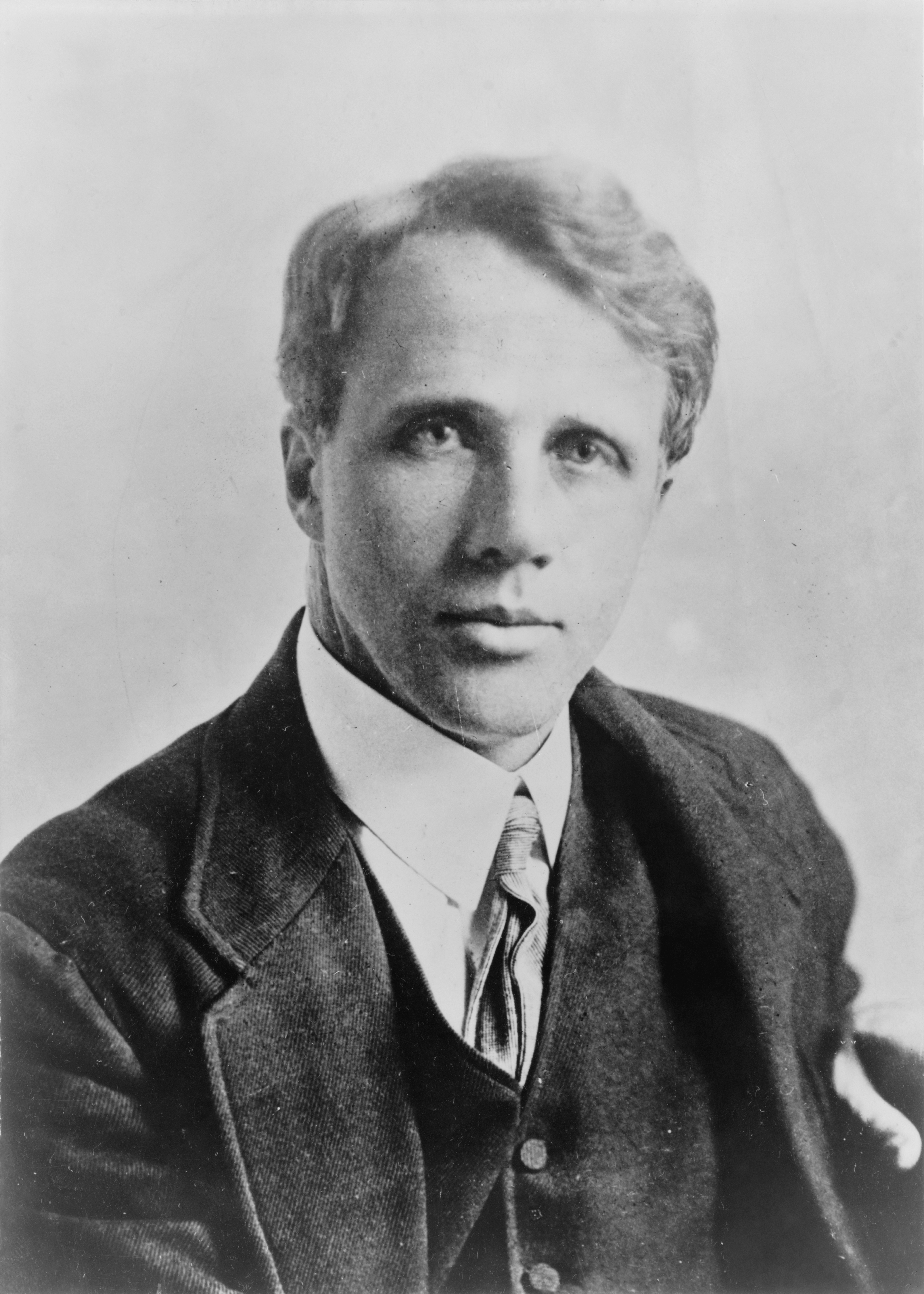
Robert Frost (1910)

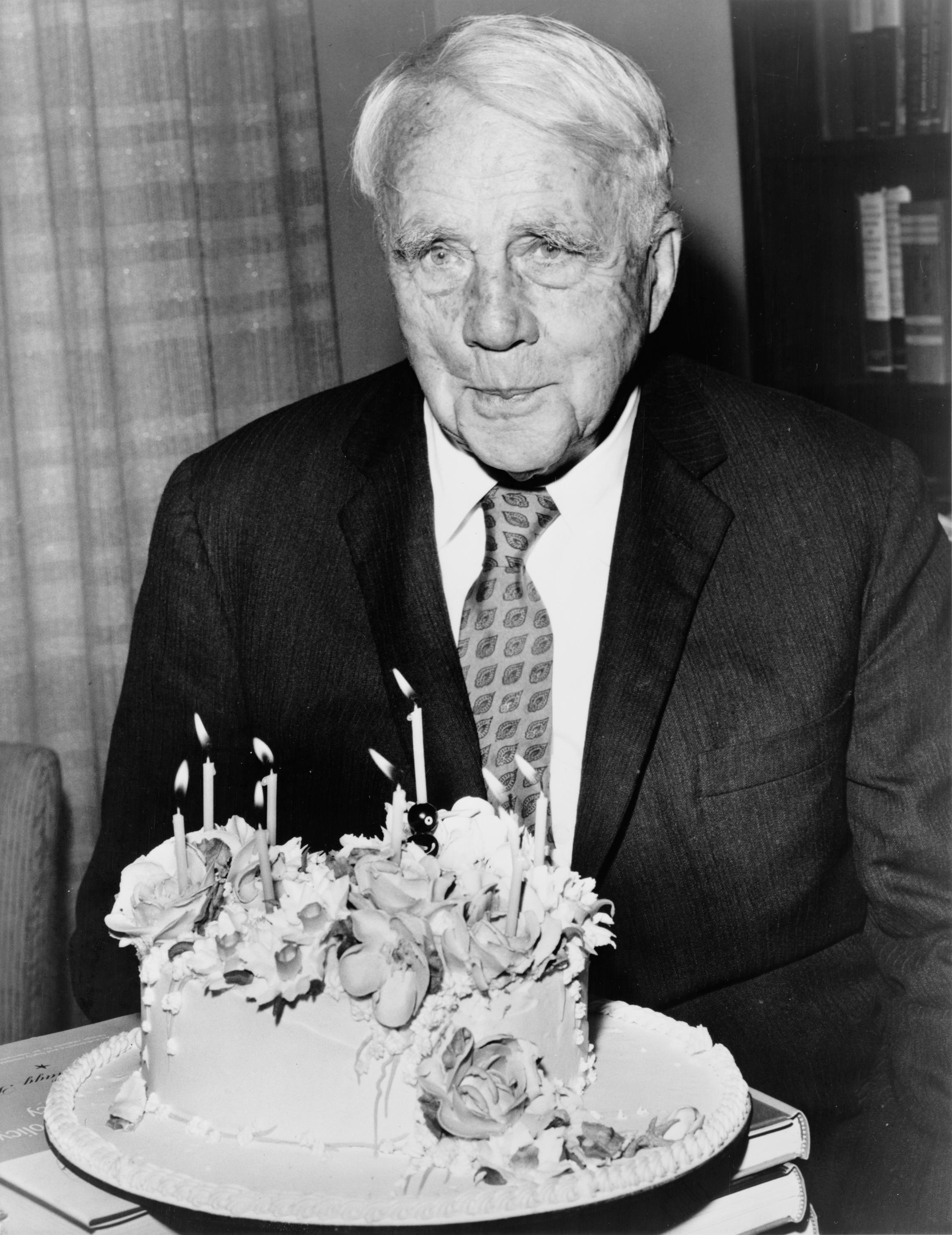
Frost (1959)

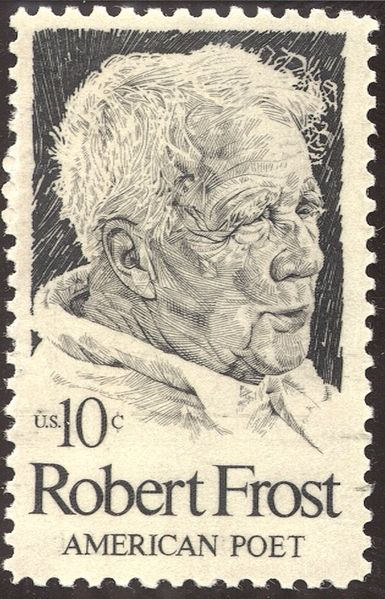
Na amerykańskim znaczku pocztowym

Robert Lee Frost (ur. 26 marca 1874 w San Francisco, zm. 29 stycznia 1963 w Bostonie) – amerykański poeta o dużym wpływie na poezję amerykańską. Jego twórczość cieszyła się najwyższym uznaniem, był najbardziej uhonorowanym amerykańskim poetą XX wieku. Czterokrotny laureat nagrody Pulitzera.
Jego poezja, cechująca się prostotą formalną, ma głównie charakter refleksyjno-filozoficzny, a zasadza się często na motywach związanych z krajobrazem, wiejskim życiem oraz obyczajami Nowej Anglii.

## Życiorys
Chociaż Frost kojarzony jest zwykle z Nową Anglią, urodził się w San Francisco. Był synem Isabelle Moodie, z pochodzenia Szkotki, i Williama Prescotta Frosta Juniora, potomka Frosta z Devonshire w Anglii, który przypłynął do New Hampshire w 1634 roku. Ojciec poety, eks-nauczyciel parający się dziennikarstwem, miał słabość do alkoholu i hazardu, wierzył w twardą dyscyplinę i próbował odnieść sukces w polityce.
Frost mieszkał w Kalifornii do ukończenia 11 lat. Po śmierci ojca, przeniósł się z matką i siostrą do wschodniego Massachusetts niedaleko dziadków ze strony ojca. Matka wstąpiła do kościoła swedenborgiańskiego i przyszły poeta otrzymał chrzest w tym obrządku, lecz odszedł później z tego kościoła jako dorosły człowiek. Frost dorastał w Lawrence, Massachusetts, i tam opublikował swój pierwszy wiersz. Uczęszczał przez jeden semestr do Dartmouth College i wstąpił tam do bractwa Theta Delta Chi. W 1894 sprzedał swój pierwszy wiersz gazecie „The Independent”, a grudniu 1895 poślubił Elinor Miriam White. Oboje uczyli w szkole do 1897 roku, kiedy Frost wstąpił na Uniwersytet Harvarda. Po dwóch latach jednak studia przerwał, ponieważ jego żona oczekiwała dziecka i z powodu własnych kłopotów zdrowotnych. Dziadek poety podarował mu farmę w New Hampshire, na której spędził on ponad dziewięć lat i gdzie powstały utwory składające się na pierwsze tomiki. Próba hodowli drobiu skończyła się jednak niepowodzeniem i poeta został zmuszony do podjęcia pracy w szkole średniej (Pinkerton Academy). W 1912 roku Frost popłynął z rodziną do Glasgow, a później osiedlił się w Beaconsfield pod Londynem.
Pierwszy tomik poezji Frosta, A Boy’s Will, został opublikowany następnego roku. W Anglii poeta nawiązał istotne kontakty twórcze, między innymi z Edwardem Thomasem, T. E. Hulme'em oraz Ezrą Poundem, który jako pierwszy Amerykanin napisał (pozytywną zresztą) recenzję twórczości Frosta. Podczas pobytu Frosta w Anglii powstało wiele utworów zaliczanych do najlepszych w jego twórczości.
Frost wrócił do Ameryki w 1915, zakupił farmę w miejscowości Frankonia w stanie New Hampshire i rozpoczął karierę pisarską oraz jako nauczyciel i wykładowca. Od 1916 do 1938 roku wykładał język angielski w Amherst College. Zachęcał swoich tworzących studentów do wykorzystywania w poezji dźwięków ludzkiej mowy. Sam Frost niejednokrotnie wplatał we własnych wierszach elementy dialogu, np. w „Death of the Hired Man” („Śmierć najmity”). Do najwyżej cenionych utworów Frosta zalicza się też między innymi „Stopping by Woods on a Snowy Evening” („Przystając pod lasem w śnieżny wieczór”), „Mending Wall” („Naprawianie muru”), „Nothing Gold Can Stay”, „Birches”, „After Apple Picking”, „The Pasture”, „Fire and Ice” („Ogień i lód”), „The Road Not Taken” oraz „Directive”.
Na inauguracji prezydenta Johna F. Kennedy’ego w 1961 Frost recytował swój wiersz, „The Gift Outright” („Dar bez reszty”); reprezentował Stany Zjednoczone przy kilku oficjalnych okazjach. Otrzymał doktoraty honoris causa licznych uczelni amerykańskich, w tym Uniwersytetu Harvarda.
Frost zmarł 29 stycznia 1963 roku, został pochowany na cmentarzu Old Bennington w Bennington w stanie Vermont. Jeszcze za jego życia jego imieniem nazwano szkołę średnią Robert Frost Middle School w Rockville (Maryland) oraz główną bibliotekę college’u Amherst.

## Twórczość

### Poezje
- 1913 A Boy’s Will(inne języki)
  - Into My Own
  - My November Guest
- 1914 North of Boston, m.in. z wierszami:
  - Good Hours
  - Mending Wall (Naprawianie muru)
  - The Death of a Hired Man
  - The Fear
- 1916 Mountain Interval(inne języki), m.in. z wierszem:
  - The Oven Bird
  - The Road Not Taken
- 1923 New Hampshire: A Poem with Notes and Grace Notes (Nagroda Pulitzera w dziedzinie poezji), m.in. z wierszami:
  - Fire and Ice (Ogień i lód),
  - Dust of Snow (Śnieżny pył),
  - In a Disused Graveyard
  - Nothing Gold Can Stay,
  - Stopping by Woods on a Snowy Evening (Przystając pod lasem w śnieżny wieczór)[3].
- 1928 West-Running Brook
- 1929 The Lovely Shall Be Chooser
- 1930 Collected Poems (Nagroda Pulitzera w dziedzinie poezji)
- 1933 The Lone Striker
- 1936 From Snow to Snow
- 1936 A Further Range (Nagroda Pulitzera w dziedzinie poezji)
- 1942 A Witness Tree (Nagroda Pulitzera w dziedzinie poezji)
- 1943 Come In, and Other Poems
- 1947 Steeple Bush
- 1951 Hard Not to be King
- 1962 In the Clearing

### Dramaty poetyckie
- 1945 A Masque of Reason
- 1947 A Masque of Mercy

## Polskie wydania poezji Frosta
- Robert Frost i inni amerykańscy poeci: tłumaczenia, Londyn 1970, Aleksander Janta-Połczyński.
- Wiersze, wybór i opracowanie Leszek Elektorowicz, Warszawa 1972.
- 55 wierszy, wybór, przekład i opracowanie Stanisław Barańczak, Kraków 1992, ISBN 83-85123-88-1.
- Liryki najpiękniejsze, red. Jerzy Kapica, Toruń 2001.